# Посідіпп
Посідіпп (дав.-гр. Ποσείδιππος; 316 до н. е. — близько 250 до н. е.) — давньогрецький поет, представник нової аттичної комедії.

## Життєпис
За походженням був македонянином. Народився у м. Кассандрія (півострів Халкідка). Замолоду разом із батьком перебрався до Афін, де прожив решту життя. Про особисті справи Посідіппа немає відомостей. У 289 році до н. е. він вперше виступив як комедіограф.
Загалом у його доробку було 40 п'єс, з яких збереглося 17 у невеличких уривках. Усі вони на побутові теми, оминаючи політичні події. У п'єсах присутні нові та старі слова, часто звичним словам та фразам автор надавав нового значення. Впровадив нову комічну особу — кухаря.
Комедії Посідіппа були одними з улюблених у сучасників, в подальшому їх використовували давньоримські поети, зокрема Тит Плавт.